# Pungam-dong
Pungam-dong (koreanska: 풍암동) är en stadsdel i stadsdistriktet Seo-gu i staden Gwangju i den sydvästra delen av Sydkorea,  270 km söder om huvudstaden Seoul.